# Pavel von Plehve
Pavel von Plehve  (en russe : Павел Адамович Плеве, parfois aussi appelé Wenzel von Plehve) était un général russe, né en 1850 d'une famille d'origine allemande et mort en 1916, ministre de la guerre de la Principauté de Bulgarie.

## Carrière militaire
Après une formation d'officier de cavalerie, il est entré dans le régiment des uhlans de la Garde, puis sortit de l'Académie d'état-major en 1877 pour servir dans le XIIIe corps d'armée comme officier d'état-major pendant la Guerre russo-turque de 1877-1878. Il fit partie des troupes d'occupation de la Principauté de Bulgarie, fut professeur de tactique à l'école militaire de Sofia puis, fut ministre de la guerre dans les gouvernements du Métropolite Clément et dans le gouvernement de Dragan Tsankov jusqu'au 3 avril 1880. Il retourne alors en Russie où il commande alors le 12e régiment de dragon de Marioupol en 1890, puis  l'école militaire de cavalerie Nicolas en 1895, la IIe division de cavalerie en 1899, commandant de la forteresse de Varsovie lors des grèves en mars 1905 et enfin le district militaire de Moscou en 1909.

## Première Guerre mondiale
Il reçut le commandement de la 5e armée russe et combattit au début du conflit dans la bataille de Komarów puis le siège de Lodz. En 1915 il est versé au commandement de la 12e armée lors de la Seconde bataille des lacs de Mazurie, repassa au commandement de la 5e armée  puis au secteur nord du Front Est mais poursuivi depuis des années par sa faible constitution, il tomba malade et fut relevé de son commandement au début de 1916 et mourut la même année. Il est enterré au cimetière militaire du parc commémoratif de la Première Guerre mondiale du District administratif nord de Moscou.